# Stranger Things/Staffel 2
Die zweite Staffel der amerikanischen Science-Fiction-Horror-Fernsehserie Stranger Things wurde am 27. Oktober 2017 weltweit exklusiv über den Netflix Streaming-Service veröffentlicht. Die Serie wurde von den Duffer-Brüdern und Shawn Levy entwickelt.
Die zweite Staffel besteht aus neun circa fünfzig Minuten langen Episoden.

## Prämisse
Will Byers ist ein Jahr nach seinem Verschwinden das Ziel des Upside Down. Er trägt den Mind Flayer in sich, welcher die Bürger von Hawkins bald terrorisiert. Die gesamte Gruppe muss sich zusammen mit dem Neuling Max sowie der vermissten Elf erneut zusammenschließen, um zu verhindern, dass die Bedrohung zunimmt.

## Besetzung

### Hauptfiguren
- Winona Ryder als Joyce Byers
- David Harbour als Jim Hopper
- Finn Wolfhard als Mike Wheeler
- Millie Bobby Brown als Elf
- Gaten Matarazzo als Dustin Henderson
- Caleb McLaughlin als Lucas Sinclair
- Noah Schnapp als Will Byers
- Sadie Sink als Max Mayfield
- Natalia Dyer als Nancy Wheeler
- Charlie Heaton als Jonathan Byers
- Joe Keery als Steve Harrington
- Dacre Montgomery als Billy Hargrove
- Cara Buono als Karen Wheeler
- Sean Astin als Bob Newby
- Paul Reiser als Dr. Sam Owens

### Nebenfiguren
- Linnea Berthelsen als Kali
- Chelsea Talmadge als Carol
- Brett Gelman als Murray Bauman
- Will Chase als Neil Hargrove
- Matthew Modine als Dr. Martin Brenner
- Joe Chrest als Ted Wheeler
- Cynthia Barrett als Marsha Holland
- Catherine Curtin als Claudia Henderson
- Randy Havens als Mr. Clarke
- Rob Morgan als Calvin Powell
- John Reynolds als Phil Callahan
- Susan Shalhoub Larkin als Florence
- Tinsley Price als Holly Wheeler
- Chester Rushing als Tommy H.
- Aimee Mullins als Terry Ives
- Amy Seimetz als Becky Ives
- Charles Lawlor als Mr. Melvald
- Priah Ferguson als Erica Sinclair
- Joe Davidson als Nerdy Tech
- Kai Greene als Funshine
- James Landry Hébert als Axel
- Anna Jacoby-Heron als Dottie
- Pruitt Taylor Vince als Ray
- Gabrielle Maiden als Mick
- Matty Cardarople als Keith
- Tony Vaughn als Russell Coleman

## Episoden
| Nr. (ges.) | Nr. (St.) | Deutscher Titel                         | Originaltitel                      | Regie          | Drehbuch             |
| --- | --------- | --------------------------------------- | ---------------------------------- | -------------- | -------------------- |
| 9 | 1         | Kapitel eins: MAD MAX                   | Chapter One: MADMAX                | Duffer-Brüder  | Duffer-Brüder        |
| Am 28. Oktober 1984 sieht man im Prolog ein Mädchen mit psychischen Fähigkeiten, Menschen dazu zu bringen, nicht vorhandene Dinge zu sehen. Das Mädchen hat ein Tatoo mit den Zahlen „008“ auf dem Arm. Sie gehört zu einer kriminellen Bande, die eine Bank in Pittsburgh, Pennsylvania, ausraubt. In Hawkins bereitet sich die Stadt auf Halloween vor. Ein neues Mädchen ist in der Schule. Maxine „Max“ / „MADMAX“ Mayfield zieht die Aufmerksamkeit der Jungen auf sich. Joyce ist mit ihrem alten Klassenkameraden Bob Newby zusammen. Hopper untersucht ein Feld von Kürbissen, die auf mysteriöse Weise verrotten, und der Verschwörungstheoretiker Murray Bauman untersucht Menschen, die Elf gesichtet haben. Er glaubt, sie sei eine russische Spionin. Mike und Nancy beschäftigen sich mit ihren jeweiligen Verlusten von Elf und Barb. Will hat Halluzinationen des Upside Down und eines riesigen Schattenmonsters mit Tentakeln erlebt. Joyce und Hopper bringen Will zum neuen Direktor des Labors, Dr. Sam Owens, der seit dessen Rückkehr routinemäßige medizinische Untersuchungen bei Will durchführt. Owens vermutet, dass Wills Episoden PTBS sind, die durch den nahenden Jahrestag seines Verschwindens ausgelöst werden. Das Tor im Keller des Labors ist gewachsen und beunruhigt Owens. Nancy und Steve essen mit Barbs Eltern zu Abend, die immer noch glauben, dass ihre Tochter vermisst wird, und die Murray Bauman engagiert haben, um sie zu finden. Hopper geht nach Hause zu einer Hütte im Wald, wo er heimlich mit Elf lebt. |           |                                         |                                    |                |                      |
| 10 | 2         | Kapitel zwei: Süßes oder Saures, Freak  | Chapter Two: Trick or Treat, Freak | Duffer-Brüder  | Duffer-Brüder        |
| Rückblenden zeigen, dass Elf aus dem Upside Down entkommen ist, sich aber vor Agenten verstecken musste. In der Gegenwart ist Halloween. Elf fragt Hopper, ob sie mitmachen darf, aber Hopper besteht darauf, dass sie versteckt bleiben muss, bis er eine Einigung mit Owens erzielen kann, die ihr ein normales Leben ermöglichen soll. Weitere Kürbisfelder verrotten in der Stadt und Hopper entdeckt auf den Feldern eine organische Substanz – ähnlich der Substanz im Labor. Nancy möchte Barbs Eltern die Wahrheit über ihren Tod sagen, aber Steve sagt, dass das eine schlechte Idee sei, da die Agenten sie verfolgen könnten, wenn sie jemandem die Wahrheit sagen. Stattdessen besuchen sie eine Halloween-Party, bei der Nancy sich betrinkt und Steve wegen seines mangelnden Mitgefühls für Barbs Eltern beschimpft. Steve geht und Jonathan bringt Nancy nach Hause. Die Jungen gehen zum Halloween und werden später von Max begleitet. Während der Nacht hat Will eine weitere Halluzination und erzählt Mike von seinen Visionen, was Mike dazu bringt, zuzugeben, dass er versucht, Elf zu kontaktieren. Elf versucht, Mike mit ihren Kräften zu kontaktieren, ist jedoch erfolglos. Dustin kehrt nach Halloween nach Hause zurück und findet eine seltsame Kreatur in einem Mülleimer vor dem Haus seiner Eltern. |           |                                         |                                    |                |                      |
| 11 | 3         | Kapitel drei: Die Kaulquappe            | Chapter Three: The Pollywog        | Shawn Levy     | Justin Doble         |
| Rückblenden zeigen, dass Hopper Elf im Wald gefunden hat und sich bereit erklärt hat, sich in der alten Jagdhütte seines Großvaters um sie zu kümmern, wenn sie sich bereit erklärt, die Hütte nicht zu verlassen. In der Gegenwart ermutigt Bob Will, sich seinen Ängsten zu stellen, ohne das Ausmaß von Wills Gedanken zu verstehen. Nancy überredet Jonathan, ihr zu helfen, Barbs Eltern die Wahrheit zu sagen, und das Paar arrangiert am nächsten Tag ein Treffen mit Barbs Mutter in einem öffentlichen Park, aus Angst, Owens könnte die Telefonleitungen abhören. Die Kreatur, die Dustin in seinem Mülleimer gefunden hat, ist ein kleines, schneckenartiges Tier, das er D’Artagnan („Dart“) nennt. Er zeigt Dart den anderen Kindern und Will kommt zu dem Schluss, dass es aus dem „Upside Down“ ist, da es ein Geräusch macht, das dem ähnelt, was Will in seinen Halluzinationen gehört hat. Hopper beschuldigt Owens, das Tor nicht in Schach gehalten zu haben und macht sich Sorgen wegen der Kürbisfelder. Elf ist frustriert, weil sie sich verstecken muss, geht aber aus dem Haus, um nach Mike zu suchen. In der Schule sieht sie ihn mit Max streiten und verwechselt es mit Flirten. Mit gebrochenem Herzen geht sie und ist traurig. Will leidet unter einem weiteren Anfall und folgt Bobs Rat, sich dem Schattenmonster zu stellen, aber es führt ihm einen Tentakel in den Rachen ein. |           |                                         |                                    |                |                      |
| 12 | 4         | Kapitel vier: Will, der Weise           | Chapter Four: Will the Wise        | Shawn Levy     | Duffer-Brüder        |
| Joyce und die Kinder wecken den bewusstlosen Will. Joyce nimmt Will mit nach Hause, findet ihn aber seltsam, da er Kritzeleien auf Seiten zeichnet und fordert, dass das Haus kalt gehalten wird. Joyce ruft Hopper an und gemeinsam entdecken sie die Kritzeleien. Hopper erkennt, dass die Zeichnungen Wege darstellen und geht. Nancy und Jonathan werden von Agenten erwischt, als sie versuchen, Barbs Mutter zu kontaktieren, und werden ins Labor gebracht, wo Owens ihnen das Portal zum Upside Down zeigt, zugibt, dass Barb im Upside Down gestorben ist und sagt, dass er ausländische Regierungen daran hindern will, davon Kenntnis zu erlangen. Sie werden freigelassen und es wird offenbart, dass Nancy Owens Aussage heimlich aufgezeichnet hat. Der verliebte Lucas versucht, näher an Max heranzukommen, aber ihr gewalttätiger älterer Stiefbruder Billy Hargrove greift ein. Elf sucht nach einem Streit mit Hopper ihre leibliche Mutter Terry Ives und versucht, Terry mit ihren Kräften zu kontaktieren. Dustin findet heraus, dass Dart aus seinem Käfig ausgebrochen ist, seine Haustierkatze verschlungen hat und ein Demogorgon-Kind ist. Hopper gräbt sich in eines der Kürbisfelder und findet einen Tunnel, der zum Upside Down führt. |           |                                         |                                    |                |                      |
| 13 | 5         | Kapitel fünf: Dig Dug                   | Chapter Five: Dig Dug              | Andrew Stanton | Jessie Nickson-Lopez |
| Hopper wird in den Tunneln gefangen und ohnmächtig. Mike schläft im Haus der Byers, um Will zu helfen, sich zu erholen. Will hat eine Vision von Hopper, die Joyce dazu bringt, Bobs Hilfe anzufordern, um deren Bedeutung zu bestimmen. Bob identifiziert das Netzwerk als Karte von Hawkins und das Kürbisfeld als den Ort, an den Hopper grub. Nancy und Jonathan spielen das Band von Owens Aufnahme Murray vor, der erkennt, dass die Öffentlichkeit der fantastischen Geschichte nicht glauben wird und schlägt vor, sie zu verwässern, um sie schmackhafter zu machen. Lucas enthüllt Max die Wahrheit über Wills Verschwinden, um ihren Respekt zu erlangen. Dustin lockt Dart in eine Sturmkeller und bittet Steve um Hilfe, um ihn wieder einzufangen. Elf ist bei Terry und Becky Ives. Sie erfährt, dass im Labor ein weiteres Mädchen ausgebildet wurde. Joyce, Bob, Will und Mike sind in der Lage, Hopper zu retten. Kurz darauf treffen Wissenschaftler aus dem Labor ein und setzen die Tunnel in Brand, was dazu führt, dass Will zusammenbricht und vor Schmerzen zuckt. |           |                                         |                                    |                |                      |
| 14 | 6         | Kapitel sechs: Der Spion                | Chapter Six: The Spy               | Andrew Stanton | Kate Trefey          |
| Will wird ins Labor gebracht und zeigt dort Anzeichen von Gedächtnisverlust. Owens vermutet, dass das Schattenmonster ein Virus ist, das sich in Wills Gehirn ausgebreitet hat und ihn kontrolliert, und dass die Kreaturen von Upside Down einen Schwarmgeist teilen. Daher könnte eine Beschädigung der Tunnels für den jetzt infizierten Will tödlich sein. Nancy und Jonathan verbringen die Nacht bei Murray, der sie zwingt, ihre Gefühle für einander zuzugeben, sodass sich beide küssen. Am nächsten Morgen schickte das Trio das Band mit Owens Aussage an die Chicago Sun-Times. Bei ihrer Rückkehr ins Byers-Haus entdecken Nancy und Jonathan Wills Zeichnungen. Lucas und Max gruppieren sich mit Dustin und Steve neu und die Gruppe versucht Dart auf einen Schrottplatz zu locken. Max entschuldigt sich dafür, dass ihr Bruder Lucas feindlich gesinnt ist und erklärt, dass Billys Gewalt darauf zurückzuführen ist, dass sein Vater mit Max’ Mutter verheiratet ist. Zum Entsetzen der Gruppe kommt Dart an, flankiert von einem Rudel jugendlicher Monster. Die Gruppe wird in die Enge getrieben, bis das Rudel unerwartet davonläuft. Will entdeckt einen Ort, den das Monster nicht sehen kann. Owens weiß nicht, dass Will vom Monster manipuliert wird und schickt ein Team, um Nachforschungen anzustellen. Das Team wird von den Monstern angegriffen, die daraufhin den Weg ins Labor finden. |           |                                         |                                    |                |                      |
| 15 | 7         | Kapitel sieben: Die verlorene Schwester | Chapter Seven: The Lost Sister     | Rebecca Thomas | Justin Doble         |
| Elf reist nach Chicago, Illinois, und findet das andere Mädchen aus Terrys Erinnerungen namens Kali. Als Elf und Kali bemerkten, dass sie ähnliche Tätowierungen haben und beide von Brenner trainiert wurden, betrachten sie sich als Schwestern. Kali hat die Fähigkeit, Bilder in die Gedanken der Menschen zu projizieren und lebt in einer Straßenbande, die sich am Brenner und seinen Kollegen rächen will. Elf enthüllt, dass Brenner tot ist, und die Bande beschließt, stattdessen den Mann zu töten, der Terry gefoltert hat. Kali hilft Elf, ihre Fähigkeiten zu verbessern, indem sie zeigt, dass ihr Zorn der Schlüssel zur Stärkung ihrer Kräfte ist. Nachdem Elf ihre Kräfte eingesetzt hat, um das Ziel der Bande namens Ray zu finden, reist die Bande zu Rays Wohnung, um ihn zu töten. Elf beginnt Ray mit ihren Kräften zu ersticken, was dazu führt, dass er verzweifelt behauptet, Brenner sei noch am Leben. Elf weigert sich, Ray zu töten, nachdem sie ein Foto seiner beiden jungen Töchter gesehen hat, die im selben Moment entdeckt werden und dabei waren die Polizei zu kontaktieren. Die Bande flieht zu ihrem Versteck und Kali besteht darauf, dass Elf entweder bleiben und ihre Mutter rächen soll oder nach Hawkins zurückkehren soll. Elf hat eine Vision von Mike und Hoppers Notlage im Labor und beschließt zurückzukehren, während Kali und ihre Bande vor der Polizei fliehen. |           |                                         |                                    |                |                      |
| 16 | 8         | Kapitel acht: Der Gedankenschinder      | Chapter Eight: The Mind Flayer     | Duffer-Brüder  | Duffer-Brüder        |
| Die Kreaturen greifen das Labor an und töten die meisten Wissenschaftler. Als Mike erkennt, dass Will ein Spion für das Monster ist, überredet er Joyce, Will zu betäuben, um zu verhindern, dass die Kreaturen sie verfolgen. Mike, Joyce, Hopper, Bob und Owens bringen Wills bewusstlosen Körper in den Sicherheitsraum des Labors, um sich vor den Kreaturen zu verbarrikadieren. Der Strom des Labors geht aus und Bob meldet sich freiwillig, um die Sicherungen zurückzusetzen und der Gruppe die Flucht zu ermöglichen. Bobs Mission ist erfolgreich und Mike, Joyce, Hopper und Will können fliehen. Owens bleibt dann zurück, um Bob zum Ausgang zu führen, aber Bob wird von den Kreaturen getötet, nachdem er fast entkommen ist. Joyce wird traumatisiert, als sie zusieht, wie er getötet wird. Nancy, Jonathan, Steve, Dustin, Lucas und Max retten die Überlebenden und kehren mit ihnen zum Byers-Haus zurück. Die Gruppe erkennt, dass der Mind Flayer sich in ihrem Universum ausbreiten möchte und dass das Töten des Mind Flayers alle bösen Kreaturen töten wird – einschließlich Will. Mit Morsecode können sie mit dem wahren Will kommunizieren, der sie anweist, das Tor zu schließen. Der Mind Flayer findet ihren Standort und schickt die Kreaturen zu ihnen. Als sich die Kreaturen nähern, kracht eine von ihnen plötzlich durch das Fenster und landet tot auf dem Boden. Die Tür öffnet sich und Elf kommt herein. |           |                                         |                                    |                |                      |
| 17 | 9         | Kapitel neun: Das Tor                   | Chapter Nine: The Gate             | Duffer-Brüder  | Duffer-Brüder        |
| Nach einem kurzen Wiedersehen planen Elf und die Gruppe, das Tor zu schließen, ohne dass Will dabei zu Tode kommt. Hopper und Elf gehen ins Labor, um das Portal zu schließen. Auf dem Weg dorthin treffen sie auf Dr. Owens, der beim Fluchtversuch angegriffen und verletzt wurde. Jonathan, Nancy und Joyce wollen das Virus aus Wills Körper entfernen, indem sie es in Hoppers Hütte mit extremer Hitze austreiben. Um zu verhindern, dass die Kreaturen Hopper und Elf angreifen, planen Mike, Dustin, Lucas, Max und Steve, die Tunnel zu betreten, um das Rudel anzulocken. Billy erreicht inzwischen das Haus der Byers, nachdem er von seinem Vater angewiesen wurde, Max zu finden, und gerät in einen Streit mit Steve. Nach einem Kampf zwischen beiden gelingt es Max, ihren Halbbruder mit einer Injektion zu betäuben. Schließlich betritt die Gruppe die Tunnel, um ihren Plan umzusetzen. Nancy schafft es, Will aus dem Griff des Mind Flayers zu befreien, indem sie ihn mit einem Schürhaken brandmarkt. Trotz der Versuche des Mind Flayers, sie zu töten, entfesselt Elf ihren Zorn, schließt erfolgreich das Tor und tötet damit auch die Kreaturen. Einen Monat später hat Nancys Tonband die Vorkommnisse des Labors bekannt gemacht, was zu seiner Schließung führt. Barb wird beerdigt und Owens, der seine Verletzungen überlebt hat, fälscht eine Geburtsurkunde für Elf und nennt sie Jane Hopper. Mike, Elf, Dustin, Will, Lucas und Max besuchen den Wintertanz ihrer Schule, bei dem Max Lucas küsst, Mike Elf küsst und Nancy mit Dustin tanzt. Im Upside Down lebt der Mind Flayer noch, überragt die Schule und scheint die Gruppe zu beobachten. |           |                                         |                                    |                |                      |
| Alle Episoden wurden am 27. Oktober 2017 sowohl in Originalsprache als auch in deutscher Sprache bei Netflix veröffentlicht. |           |                                         |                                    |                |                      |

## Entwicklung
Aufgrund des Erfolgs der ersten Staffel wurde die eigentliche Idee verworfen, dass Stranger Things eine Miniserie mit einer Staffel sein solle. Es wurde damals eigentlich nur eine Staffel geplant mit der Möglichkeit einer Fortsetzung aus anderer Sicht. Man entschied sich allerdings aufgrund des Erfolgs der ersten Staffel gemeinsam mit Netflix für die zweite Staffel. Man wollte sich in der Staffel auf die Kinderdarsteller konzentrieren, da diese den Erfolg der ersten Staffel ausmachten.
Am 31. August 2016 gab Netflix dann bekannt, dass Stranger Things für eine zweite Staffel mit neun Folgen verlängert wurde, die 2017 veröffentlicht werden soll.

### Casting
Im Oktober 2016 wurde bekannt gegeben, dass Noah Schnapp und Joe Keery für die zweite Staffel in die Hauptbesetzung befördert wurden und dass Sadie Sink und Dacre Montgomery als Max bzw. Billy in die Hauptbesetzung aufgenommen werden. Außerdem wurde der Cast um einige Nebencharaktere erweitert.

## Veröffentlichung
Die Serie wurde am 27. Oktober 2017 veröffentlicht. Netflix hat keine Zuschauerzahlen veröffentlicht. Laut der Analyse der Nielsen Ratings hatte die zweite Staffel innerhalb von drei Tagen rund 15 Millionen Zuschauer.